# تعميم (بحث)
التعميم هو قانون منطقي يحلل التفسير الشامل بملاحظة المحدود. والفكرة تطرح ان في نطاق ما، أو مجموعة عناصر لها خصائص مشتركة، فانه يمكن اعتماد نتيجة عامل واحد كنتيجة شاملة للكل. 
عندما يقوم العقل بالتعميم، فإنه يستخراج جوهر مفهوم على أساس تحليله من أوجه التشابه من العديد من الكائنات المنفصلة. فالتبسيط الناتج يسمح بالتفكير بمستويات أعلى.

## مثال
- «الحيوان» هو تعميم للطائر والسمك والزواحف واللبونة.
- في عالم رسم الخرائط، يستعمل التعميم عند تصغيير المقاييس بحيث العناصر الظاهرة في الخرائط هي تصغير للعناصر الحقيقية على الأرض.
- في الرياضيات الهندسية، المضلع هو تعميم للمثلث والمربع والمستطيل وأي شكل هندسي متعدد الاضلاع.

## للاستزادة
- منطق
- بحث علمي
- بحث على أساس علمي
- بحث علمي تجريبي
- مناهج البحث العلمي
- مناهج النقد الحديث
- تجريد